# Greatest Hits: A Duncan Sheik Collection
Greatest Hits: A Duncan Sheik Collection è un greatest hits del cantautore Duncan Sheik, pubblicato dalla Rhino Records il 6 marzo 2006. L'album è una ristampa del primo disco della doppia raccolta Brighter/Later: A Duncan Sheik Anthology.

## Tracce
1. "That Says It All" - 4:15
2. "Court & Spark" - 3:02**
3. "Lost On The Moon" - 5:09
4. "Wishful Thinking" - 4:25
5. "Genius" - 3:42
6. "Bite Your Tongue" - 3:58
7. "She Runs Away" - 3:43
8. "Rubbed Out" - 5:10
9. "Mr. Chess" - 2:38
10. "Half-Life" - 3:58
11. "The Winds That Blow" - 3:03
12. "In Between" - 4:32
13. "Mouth On Fire" - 5:39
14. "Barely Breathing" - 4:15
15. "Home" (Live @ World Cafe) - 6:45
16. "On A High" - 3:36

** Mai precedentemente pubblicato